# سنكلير
سنكلير (بالفرنسية: Mathieu Blanc-Francard)‏ هو مغني ومغن مؤلف فرنسي، ولد في 19 يوليو 1970 في تور في فرنسا.

## وصلات خارجية
- سنكلير على موقع IMDb (الإنجليزية)
- سنكلير على موقع ميوزك برينز (الإنجليزية)
- سنكلير على موقع ميوزك برينز (الإنجليزية)
- سنكلير على موقع ديسكوغز (الإنجليزية)
- سنكلير على موقع قاعدة بيانات الفيلم (الإنجليزية)